# Pirga
Pirga is een geslacht van vlinders van de familie spinneruilen (Erebidae), uit de onderfamilie Lymantriinae.

## Soorten
- P. bipuncta Hering, 1926
- P. cryptogena Collenette, 1931
- P. loveni Aurivillius, 1921
- P. luteola Hering, 1926
- P. magna Swinhoe, 1903
- P. mirabilis (Aurivillius, 1891)
- P. mnemosyne Rebel, 1914
- P. pellucida Wichgraf, 1922
- P. transvalensis Janse, 1915
- P. turbida Hering, 1928
- P. ubangiana Schultze, 1934
- P. weisei Karsch, 1900